# Marco Sala (football, 1999)
Pour les articles homonymes, voir Sala et Marco Sala.
Marco Sala, né le 4 juin 1999 à Rho, est un footballeur italien qui évolue au poste de latéral gauche à l'US Lecce.

## Carrière en club

### Internazionale Milano

#### Prêt à Arezzo
Le 2 août 2018, Sala est prêté au SS Arezzo en Serie C dans le cadre d'un prêt de deux ans. Le 16 septembre, il fait ses débuts professionnels en Serie C pour Arezzo dans une victoire 1-0 à l'extérieur contre Lucchese. Le 21 octobre, il marque son premier but professionnel à la 92e minute dans une victoire 2-0 à domicile contre Albissola. Sala termine sa première saison à Arezzo avec 39 apparitions, deux buts et huit passes décisives.

### Sassuolo
Le 30 juin 2019, Sala rejoint l'US Sassuolo. 

#### Prêt au Virtus Entella
Le 6 août 2019, Sala rejoint le nouveau club de Serie B du Virtus Entella, jusqu'au 30 juin 2020. Le 11 août, il fait ses débuts pour le club lors d'une défaite 2-1 à domicile contre Südtirol au deuxième tour de la Coppa Italia, jouant tout le match. Le 24 août, il fait ses débuts en Serie B pour le Virtus Entella, titularisé lors une victoire 1-0 à domicile sur Livourne.

#### Prêt à la SPAL
Le 26 septembre 2020, il est prêté pour une saison à la SPAL, relégué en Serie B. Il fait ses débuts avec le club d'Émilie-Romagne en Coupe d'Italie le 30 septembre lors d'une victoire 4-2 aux tirs au but contre Bari, après un match nul et vierge.

## Carrière internationale
Sala fait ses débuts avec l'équipe d'Italie espoirs le 6 septembre 2019, lors d'un match amical remporté 4-0 contre la Moldavie. 

## Palmarès

### En club
- Inter Milan
  - Champion d'Italie Primavera en 2017 (it), 2018 (it)
  - Vainqueur de la Supercoupe d'Italie Primavera en 2017 (it)
  - Vainqueur du Tournoi de Viareggio en 2018 (it)